# Rezoluce Rady bezpečnosti OSN č. 8
Rezoluce Rady bezpečnosti OSN č. 8 byla přijata na zasedání 26. června 1946. Schválena byla deseti hlasy pro, nikdo nebyl proti, Austrálie se zdržela.
Po vydání Rezoluce Rady bezpečnosti OSN č. 6 posoudila Rada bezpečnosti OSN žádosti o členství Albánské lidové republiky, Mongolské lidové republiky, Afghánistánu, Hášimovského království Transjordánsko, Irska, Portugalska, Islandu, Siamu a Švédska. Rada doporučila Valnému shromáždění OSN přijmout Afghánistán, Island a Švédsko. Doporučení pro přijetí Siamu bylo dáno v Rezoluci Rady bezpečnosti OSN č. 13 z následujícího prosince.